# 汲冢書
『汲冢書』（きゅうちょうしょ）は、中国の西晋の時代に戦国時代の魏の墓から発見されたといわれる文献の総称。

## 由来
『晋書』束晳伝によると、太康2年（281年、ただし武帝紀によると279年、杜預の『春秋経伝集解』後序では280年）に、汲郡（現在の河南省北部）の不準という人が、戦国時代の魏の安釐王（または襄王ともいう）の陵墓を盗掘したところ、そこから竹簡75篇が発見された。発見された中には既知の文献（『易経』や『国語』など）もあったが、それまで知られていない文献も多かった。
のち、晋の武帝の秘府にはいったが、盗掘者は竹簡の価値を理解せず、火をつけて墓の中を探索するための照明用として使ったりしたため、状態はよくなかったという。文字は科斗字で漆を使って書かれており、読むのは困難であったが束晳らによって解読された。
杜預は『春秋経伝集解』執筆中に竹簡発見の知らせを聞き、のちに自分でも見る機会を得た。『竹書紀年』の内容について後序に記しているが、あまり高く評価してはいない。しかし、『史記』の戦国魏に関する記述の誤りを正すには、有用な史料と評価している。

## 現存の文献
現存する文献で、この時の発見に由来すると言われる文献が以下の三種類残っている。これを総称して汲冢書と呼ぶ。ただし、このうち『逸周書』は『隋書』経籍志が汲冢書とするものの、汲冢書ではないだろうともいう。また、『竹書紀年』は宋以降にいったん滅び、現行の本は後世に作られた偽書であるらしい。
- 逸周書（汲冢周書）
- 竹書紀年
- 穆天子伝